# Gabby Pahinui
Charles Philip Pahinui (surnommé Gabby ou Pops Pahinui) né le 22 avril 1921 à Honolulu (Hawaii) et décédé le 13 octobre 1980, était un guitariste réputé de musique hawaïenne.

## Biographie
Il a passé sa jeunesse à aider financièrement sa famille en vendant des journaux et en cirant des chaussures. 
Il débuta comme guitariste pour Charley 'Tiny' Brown. Il maîtrisa rapidement la steel guitare sans jamais avoir appris la musique. Les musiciens de l'époque jouant essentiellement dans les bars, il s'habituera à la boisson, habitude qu'il gardera toute sa vie. Plus tard, Gabby deviendra connu pour sa maîtrise de la slack-key guitare. Gabby épouse Emily en 1938, à l'âge de 17 ans. Ils auront 10 enfants (4 filles et 6 garçons). 
En 1946, Gabby fait son premier enregistrement Hi`ilawe pour le label Bell Records (première chanson hawaïenne enregistrée à la slack-key guitar). L'année suivante verra Hula Medley (premier enregistrement d'un instrumental en slack-key) et d'autres enregistrement pour Bell.
Gabby joue également pour d'autres groupes ou musiciens de l'époque, comme Andy Cummings, Lena Machado, ou Ray Kinney (en). Il apparaît également sur Hawaii Calls, un radio-show très populaire à partir des années 1930. 
Il jouera toute sa vie, même s'il existe peu d'enregistrements, les maisons de disques semblant peu intéressées par ce type de musique.
Une session mythique de 1961 ne paraîtra qu'en 1978 : il s'agira de Pure Gabby (Hula 567), un double disque avec interview par Dave Guard (reprenant juste Gabby, avec basse et ukulele).
Malgré ses succès, les problèmes financiers l'obligeront à faire des travaux de voie publique à Honolulu.
La musique hawaïenne connaîtra une renaissance dans les années 1970 avec les très populaires Sons of Hawaii : à partir de 1972,
il enregistre 4 albums avec ce qu'on allait appeler le Gabby Band : le premier comprenait Gabby entouré de 4 de ses fils et de vieux amis comme Atta Isaacs, le bassiste Manuel "Joe Gang" Kuhapu, et de jeunes musiciens comme Sonny Chillingworth, Peter Moon, Randy Lorenzo, et surtout le très réputé Ry Cooder. 
Ses problèmes de boisson et un accident de voiture l'obligeront à prendre sa retraite des 'travaux de voirie', mais il prendra part à des programmes d'actions culturelles municipaux et d'état. Il meurt en 1980, à l'âge de 59 ans.
Ses enfants ont pris la relève sur la scène de la musique hawaïenne, notamment Cyril Pahinui, Bla Pahinui et Martin Pahinui, tous ayant fait partie du Gabby Band et étant devenus musiciens professionnels.

## Discographie

### Albums personnels
- 1972 : Gabby (souvent appelé "Brown Gabby" à cause de la couleur sépia de la pochette)
- 1973 : Rabbit Island Music Festival
- 1974 : Gabby Pahinui Hawaiian Band, Vol 1 (Edsel Records) avec Ry Cooder

- 1977 : Gabby Pahinui Hawaiian Band, Vol 2 (Panini Records) avec Ry Cooder

### Albums de ses fils
- 1992 : The Pahinui Bros' (Panini Records) avec David Lindley, Jim Keltner, Ry Cooder, Van Dyke Parks
- 1998 : Ka Ho'oilina Mau de Cyril Pahinui (Tropical Music)
- 1998 : Night moon (Po Mahina) de Cyril Pahinui (Dancing Car Records)
- 1999 : Four hands sweet and hot'de Cyril Pahinui et Bob Brozman